# Гематурия
Гематури́я (лат. haematuria от др.-греч. αἷμα — «кровь» и οὖρον  — «моча») — медицинский термин, обозначающий наличие крови в моче сверх величин, составляющих физиологическую норму. Один из наиболее типичных симптомов поражения почек и мочевыводящих путей, встречающийся при широком многообразии заболеваний.
Иногда в том же значении не совсем верно может употребляться и термин «гемоглобинурия», который, более точно, обозначает присутствие в моче лишь только гемоглобина.
В осадке нормальной мочи эритроциты отсутствуют или выявляются в количестве не более 1—2 клеток во всех полях зрения при микроскопическом исследовании.
Наличие крови в моче, сопровождающееся заметным на глаз её покраснением, обозначается термином макрогематурия, в отличие от микрогематурии, которая может быть обнаружена только при микроскопическом исследовании мочи.
Экспресс-исследование мочи при помощи тест-полосок не может показать отличий и дать ответ, присутствуют в моче эритроциты или же только гемоглобин.

## Патофизиологическая классификация
В зависимости от источника кровопотери гематурию подразделяют на гломерулярную и постгломерулярную.

### Гломерулярная гематурия

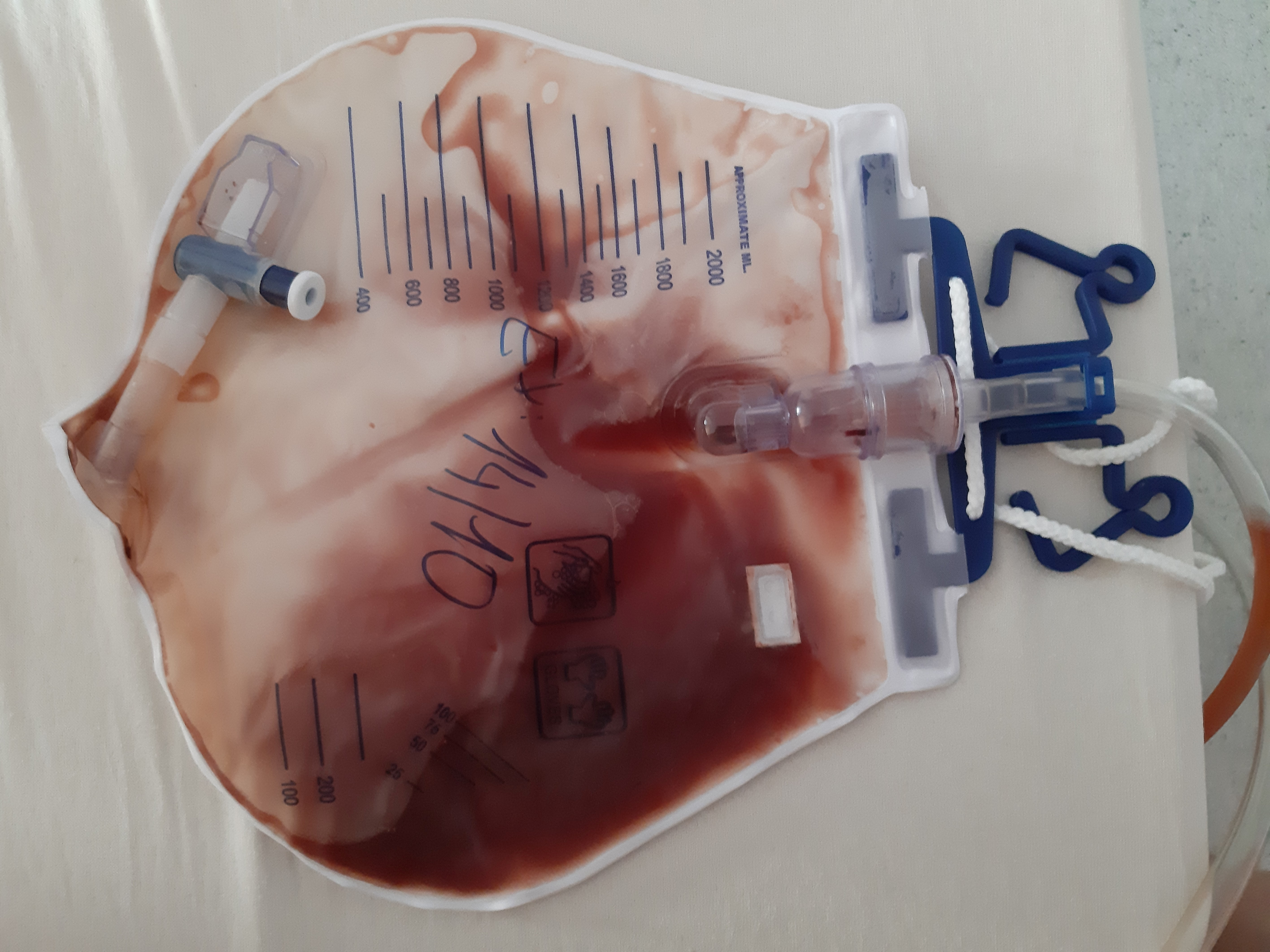
Постренальная гематурия — наличие крови в моче (из-за поражения уретры и простаты).

При гломерулярной гематурии эритроциты, проходя через базальную мембрану капилляров клубочка, деформируются (повреждаются). Микроскопически такие эритроциты распознают по изменённой форме, меньшему, чем нормальные эритроциты объёму, неодинаковым размерам. Они лишены гемоглобина и выглядят как слабо различимые бесцветные кольца. Изменённые таким образом эритроциты называют «выщелоченными» или также «тенями эритроцитов».

### Постгломерулярная гематурия
При постгломерулярной гематурии морфологические изменения эритроцитов не обнаруживаются, поскольку источник кровотечения располагается после клубочкового фильтра и эритроциты, чтобы попасть в мочу, не должны протискиваться через щели в базальной мембране.

## Причины
Распространённые причины макрогематурии включают в себя:
- гломерулонефрит;
- некоторые инфекции мочевыводящих путей[2], вызываемые уропатогенными видами E. Coli (UPEC), а также Staphylococcus saprophyticus;
- почечные камни[3] (или камни мочевого пузыря);
- опухоль мочевого пузыря[4] ;
- почечно-клеточный рак[5] — иногда сопровождается кровотечениями;
- опухоль предстательной железы[6];
- камни предстательной железы[7]
- нарушения свёртывания крови, в частности, гемофилия;
- доброкачественная семейная гематурия;
- мочеполовой шистосомоз (вызываемый Schistosoma haematobium) — главная причина гематурии в странах Африки и Средней Азии;
- IgA-нефропатия (болезнь Берже) — возникает при вирусных инфекциях у предрасположенных лиц;
- ночная пароксизмальная гемоглобинурия — редкое заболевание, при котором гемоглобин из подвергшихся гемолизу эритроцитов проходит в мочу;
- примесь крови из гениталий у женщин (при менструации или гинекологических заболеваниях);
- повреждения, вызванные мочепузырным катетером;
- артериовенозные мальформации почек;
- дисметаболическая нефропатия;
- отравления.

Различают макро- и микроскопическую гематурию. Макроскопическая делится на три вида: начальную, или инициальную, конечную, или терминальную, и полную, или тотальную. Инициальная гематурия является следствием кровотечения из уретры, чаще из передней.
Следует отличать гематурию от уретроррагии, при которой кровь из уретры выделяется вне акта мочеиспускания.
Инициальная гематурия наблюдается при опухолях уретры, при травме мочеиспускательного канала, после инструментального обследования, когда случайно повреждается уретра.
При терминальной гематурии источник кровотечения чаще локализуется в мочевом пузыре или в задней уретре. Камни, опухоли, язвы мочевого пузыря являются причиной терминальной гематурии.
При тотальной гематурии источник кровотечения чаще локализуется в почках, иногда может носить профузный характер и моча становится тёмно-красной (цвет вишневого варенья) с кровяными сгустками.
Диагностическое значение имеет и форма сгустков. Так, если в моче встречаются сгустки типа «червяков», то источником кровотечения чаще может быть опухоль почки, а наличие бесформенных сгустков характерно для опухоли мочевого пузыря.
Тотальная гематурия может наблюдаться и при мочекаменной болезни, однако она чаще бывает микроскопической, реже — макроскопической. Гематурия на почве мочекаменной болезни часто выявляется после приступа болей. Тотальная гематурия сопутствует многим воспалительным заболеваниям паренхимы и верхних мочевых путей (пиелонефрит, некропапиллит и др.).
Для установления источника кровотечения при макрогематурии всегда необходимо произвести цистоскопию. Бытующее у некоторых врачей мнение, что при гематурии, особенно профузной, от цистоскопии следует воздержаться, не выдерживает никакой критики. Наоборот, в таких случаях она особенно показана, так как встречаются ситуации, при которых необходимо экстренное оперативное вмешательство и только после цистоскопии устанавливаются сторона и источник кровотечения.

## Ложная гематурия
Псевдогематурия или ложная гематурия — покраснение мочи, обусловленное приёмом некоторых лекарственных средств или пищевых продуктов. Может быть вызвана употреблением в пищу продуктов с мякотью красного цвета в слишком большом количестве, например, свёклу, ревень.

## Гематурия крупного рогатого скота
Наиболее яркую клиническую картину констатируют у коров после первого-второго отёла, однако скрытая гематурия описана и у телят 4-5-месячного возраста. В осадке мочи обнаруживают эритроциты, эпителиальные клетки мочевого пузыря и почек, а сама она даёт положительную реакцию Колло на гемоглобин. У больных коров наблюдается устойчивая и значительная эритропения и лейкопения.